# 扎布熱赫

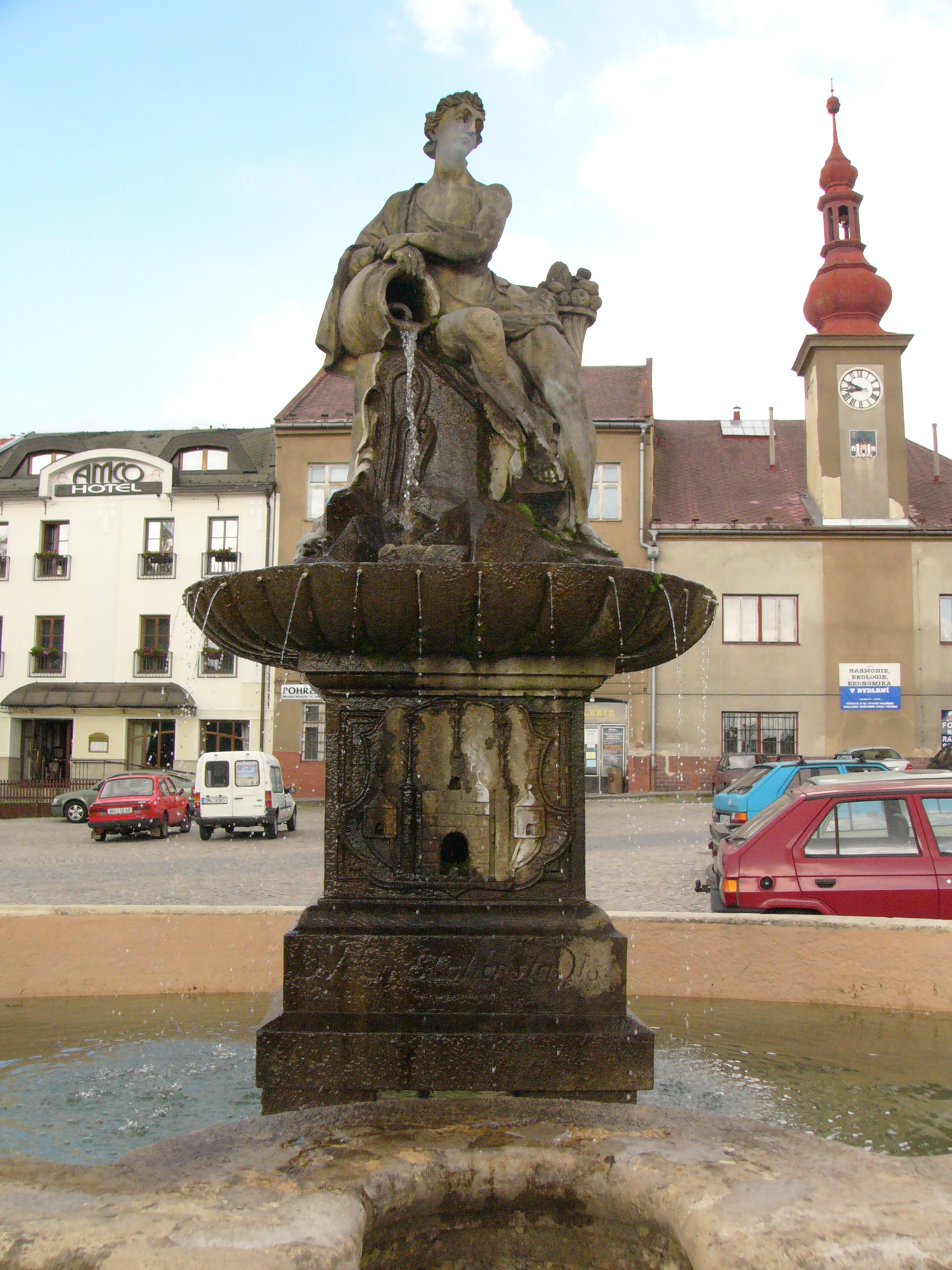

扎布熱赫是捷克的城鎮，位於該國東部，距離順佩爾克12公里，由奧洛穆克州負責管轄，面積34.58平方公里，海拔高度285米，該地區自史前時代有人類居住，2011年人口14,094。

## 外部連結
- Official website （页面存档备份，存于） （捷克文）

49°52′55″N 16°52′29″E / 49.88194°N 16.87472°E